# Nanc-lès-Saint-Amour
Pour les articles homonymes, voir Saint-Amour.
Nanc-lès-Saint-Amour est une ancienne commune française située dans le département du Jura en région Bourgogne-Franche-Comté.
Depuis le 1er avril 2016 avec les communes de Chazelles et de L'Aubépin, elle a le statut administratif de commune déléguée au sein de la nouvelle commune des Trois-Châteaux dont elle est le chef-lieu.

## Géographie

### Localisation
Nanc-lès-Saint-Amour fait partie du Revermont. Le village est situé immédiatement au pied du premier plateau du Jura, qui le domine de 200 mètres.
Le territoire de la commune est limitrophe de ceux de sept communes :

## Toponymie

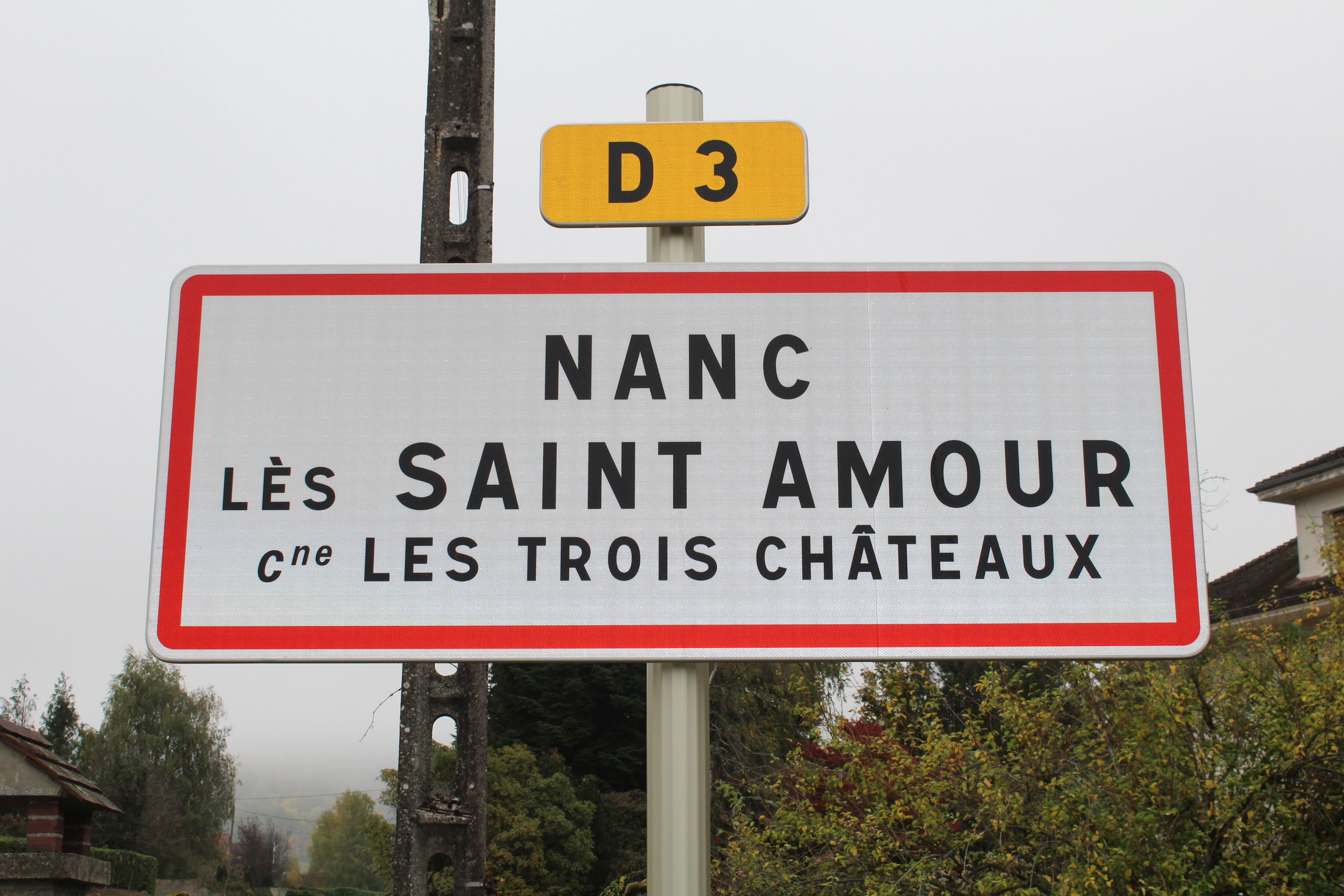
Panneau d'entrée dans le village.

Nanc-lès-Saint-Amour signifie « Nanc près de Saint-Amour ». Nanc provient probablement du gaulois nanto signifiant vallée, Ce nom est souvent associé à des localités situées dans des vallées encaissées, ou au pied d'une falaise, d'un versant de pente abrupte ou d'un relief de côte, comme Nancy ou Nant (Aveyron). C'est bien le cas ici du village situé au pied du plateau du Revermont. Le nom de la commune voisine de Nantey provient également de nanto, comme celui de Nance, Nancuise, les Nans, toutes dans le  Jura.

## Politique et administration

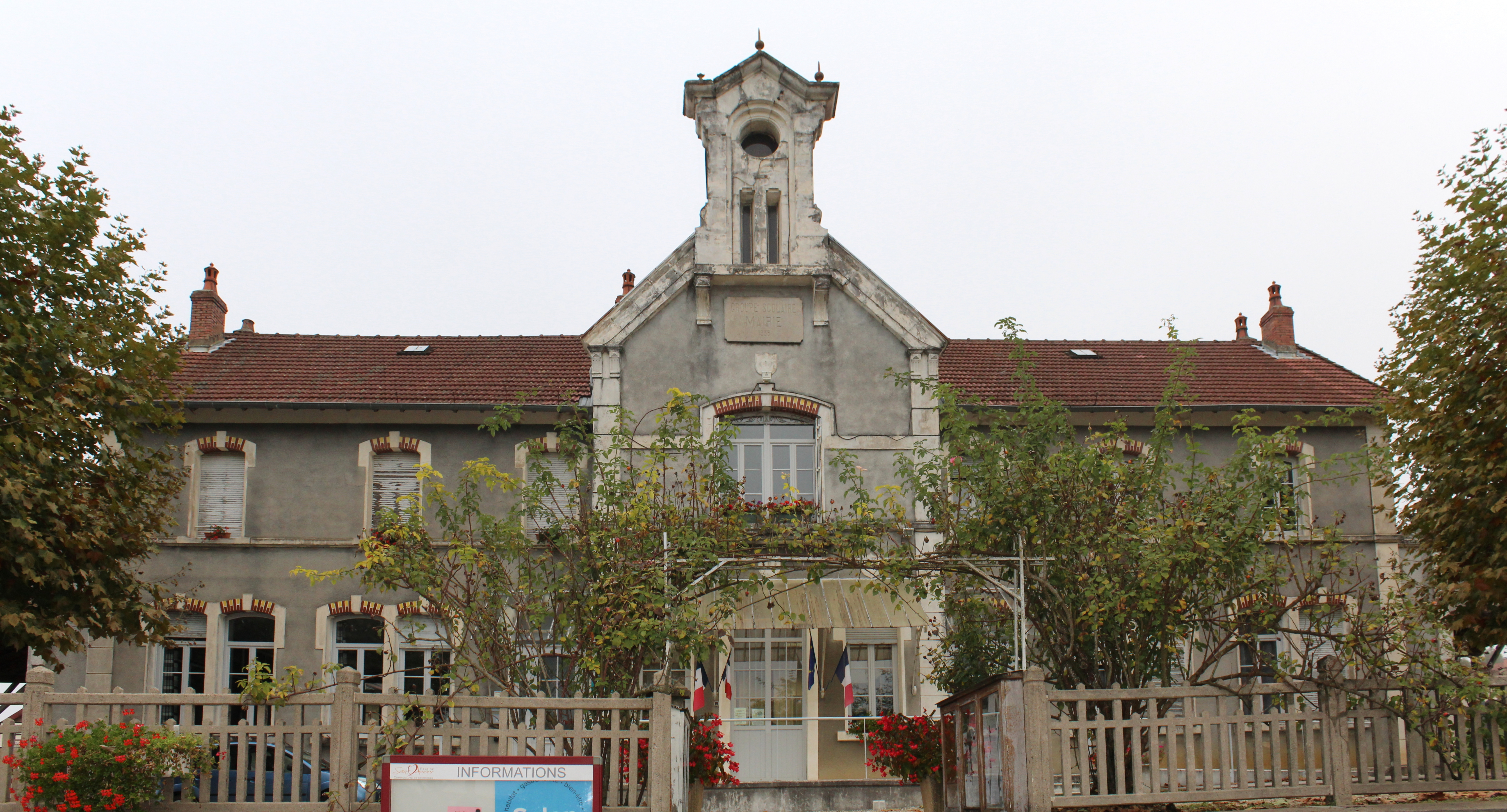
La mairie.

### Liste des maires
| Période                                  | Période       | Identité          | Étiquette | Qualité                                            |
| ---------------------------------------- | ------------- | ----------------- | --------- | -------------------------------------------------- |
| Les données manquantes sont à compléter. |               |                   |           |                                                    |
| avant 1995                               | 2014          | Maurice Richemond | PS        |                                                    |
| 2014                                     | 10 avril 2016 | Philippe Chavanne | PS        | Vice président à la culture du Pays de Saint-Amour |

| Période       | Période  | Identité          | Étiquette | Qualité                                            |
| ------------- | -------- | ----------------- | --------- | -------------------------------------------------- |
| 10 avril 2016 | En cours | Philippe Chavanne | PS        | Vice-président à la culture du Pays de Saint-Amour |

## Démographie
L'évolution du nombre d'habitants est connue à travers les recensements de la population effectués dans la commune depuis 1793. À partir du 1er janvier 2009, les populations légales des communes sont publiées annuellement dans le cadre d'un recensement qui repose désormais sur une collecte d'information annuelle, concernant successivement tous les territoires communaux au cours d'une période de cinq ans. 
Pour les communes de moins de 10 000 habitants, une enquête de recensement portant sur toute la population est réalisée tous les cinq ans, les populations légales des années intermédiaires étant quant à elles estimées par interpolation ou extrapolation. Pour la commune, le premier recensement exhaustif entrant dans le cadre du nouveau dispositif a été réalisé en 2005,.
En 2014, la commune comptait 315 habitants, en évolution de +11,31 % par rapport à 2009 (Jura : −0,23 %, France hors Mayotte : +2,49 %).
| 1793 | 1800 | 1806 | 1821 | 1831 | 1836 | 1841 | 1846 | 1851 |
| ---- | ---- | ---- | ---- | ---- | ---- | ---- | ---- | ---- |
| 361  | 374  | 383  | 369  | 397  | 394  | 393  | 381  | 399  |

| 1856 | 1861 | 1866 | 1872 | 1876 | 1881 | 1886 | 1891 | 1896 |
| ---- | ---- | ---- | ---- | ---- | ---- | ---- | ---- | ---- |
| 391  | 395  | 390  | 392  | 428  | 425  | 434  | 393  | 388  |

| 1901 | 1906 | 1911 | 1921 | 1926 | 1931 | 1936 | 1946 | 1954 |
| ---- | ---- | ---- | ---- | ---- | ---- | ---- | ---- | ---- |
| 374  | 395  | 382  | 337  | 321  | 340  | 331  | 333  | 286  |

| 1962 | 1968 | 1975 | 1982 | 1990 | 1999 | 2005 | 2010 | 2014 |
| ---- | ---- | ---- | ---- | ---- | ---- | ---- | ---- | ---- |
| 257  | 233  | 224  | 227  | 246  | 261  | 276  | 285  | 315  |

## Culture locale et patrimoine

### Lieux et monuments

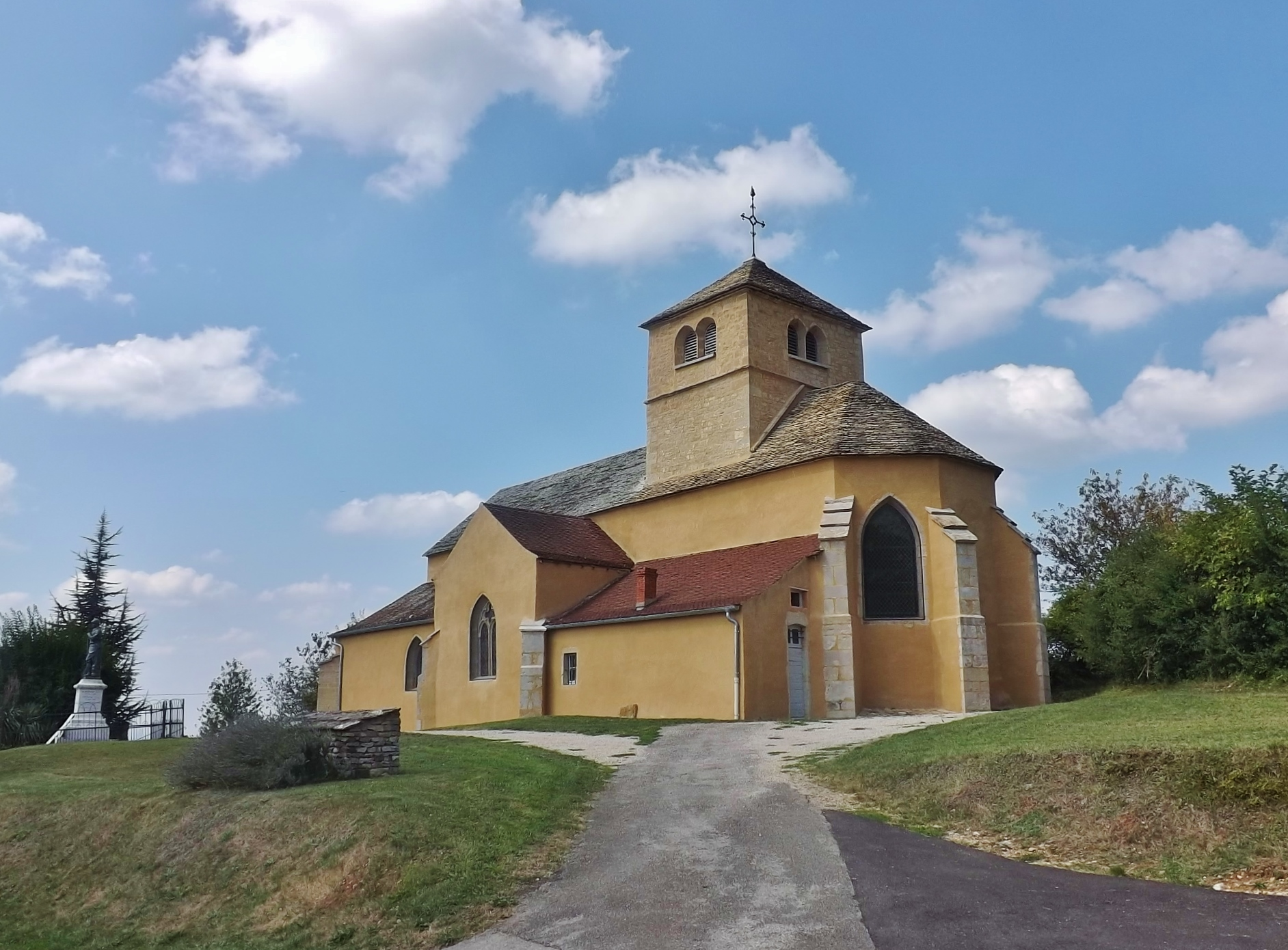
L'église Saint-Martin.

- Maison forte de Nanc-lès-Saint-Amour, confisquée au profit du chancelier Nicolas Rolin.
- L'église Saint-Martin,  Inscrit MH (1961)

### Personnalités liées à la commune
- Jeanne Moirod (1905-1997), résistante puis maire d'Oyonnax, est née dans la commune.

## Pour approfondir